# بيبي جونز (ممثلة)
بيبي جونز (بالسويدية: Bibi Johns)‏ هي مغنية وممثلة سويدية، ولدت في 21 يناير 1929 في أربوغا في السويد.

## وصلات خارجية
- الموقع الرسمي
- بيبي جونز على موقع IMDb (الإنجليزية)
- بيبي جونز على موقع مونزينجر (الألمانية)
- بيبي جونز على موقع ألو سيني (الفرنسية)
- بيبي جونز على موقع ميوزك برينز (الإنجليزية)
- بيبي جونز على موقع أول موفي (الإنجليزية)
- بيبي جونز على موقع قاعدة بيانات الأفلام السويدية (السويدية)
- بيبي جونز على موقع ديسكوغز (الإنجليزية)
- بيبي جونز على موقع قاعدة بيانات الفيلم (الإنجليزية)
- بيبي جونز على موقع كينوبويسك (الروسية)